# Mulaoyuan Bulangzu Yizu Xiang
Mulaoyuan Bulangzu Yizu Xiang (kinesiska: 木老元, 木老元布朗族彝族乡) är en socken i Kina. Den ligger i provinsen Yunnan, i den sydvästra delen av landet, omkring 340 kilometer väster om provinshuvudstaden Kunming. Antalet invånare är 5 383. Befolkningen består av 2 563 kvinnor och 2 820 män. Barn under 15 år utgör 21,0 %, vuxna 15-64 år 69 %, och äldre över 65 år 9,0 %.
Genomsnittlig årsnederbörd är 1 176 millimeter. Den regnigaste månaden är juli, med i genomsnitt 325 mm nederbörd, och den torraste är januari, med 7 mm nederbörd.